# 幽霊西へ行く (映画)
『幽霊西へ行く』（英: The Ghost Goes West）は、1935年に公開されたイギリスの映画。監督はルネ・クレールで、渡英したクレールが本国のフランス以外で製作した初の映画である。出演はロバート・ドーナットやジーン・パーカーなど。

## ストーリー
18世紀、スコットランドの豪族グローリーはマクラーゲン家から侮辱を受け、実子のマードックが雪辱を果たしてくれると思って死んだ。ところが当の本人は戦よりも女遊びが好きだった上、マクラガン家の襲撃のさなかに味方に撃たれて死んだため天国へ行けなくなり、幽霊として自分の城に取り残された。
その200年後、グローリーの末裔であるドナルドは金に困って城を売った。この城を手に入れたアメリカの食料品王マーチンはフロリダに移築することを決め、ドナルドを工事の総監督として同行させた。当初ドナルドは、城の移転までは同意していなかったものの、マーチンの娘ペギーを気に入ったので受け入れた。そこへマードックも同行していたことが判明し、マーチンは店の宣伝目的でその存在を公表する。

## キャスト
- マードック／ドナルド: ロバート・ドーナット（吹替：木村幌）
- ペギー・マーティン: ジーン・パーカー（吹替：河村多鶴子）
- マーティン氏: ユージン・ポーレット（吹替：大宮悌二）
- シェパートン夫人: エルザ・ランチェスター
- エド・L・ビグロー: ラルフ・バンカー
- 羊飼い: パトリシア・ヒリアード（英語版）
- マーティン夫人: エバリー・グレッグ（英語版）
- グローリー: モートン・セルテン（英語版）
- クレオパトラ: チリ・ブーシェ（英語版）
- マードックの世話係: マーク・デイリー（英語版）
- ファーガス: ハーバート・ローマス（英語版）
- マクニフ夫人: エリオット・メイソン（英語版）
- マクラーゲン: ヘイ・ペトリー（英語版）
- マッケイ: クエンティン・マクファーソン

※日本語吹替: テレビ版・初回放送1963年6月24日『テレビ名画座』

## スタッフ
- 監督: ルネ・クレール
- 製作: アレクサンダー・コルダ
- 原作: エリック・キーオン「Sir Tristram Goes West」
- 脚色: ジョフリー・カー（英語版）
- 脚本: ロバート・E・シャーウッド（英語版）
- 撮影: ハロルド・ロッソン（英語版）
- 編集: ヘンリー・コーネリアス（英語版）、ハロルド・アール（フランス語版）
- 音楽監督: ミュア・マシースン（英語版）
- 作曲: ミシャ・スポリアンスキー（英語版）
- 制作: ロンドン・フィルム・プロダクションズ（英語版）